# Исии, Такаси
Такаси Исии (яп. 石井隆 Исии Такаси, 11 июля 1946, Сендай, Мияги, Япония — 22 мая 2022 года) —  японский кинорежиссёр, сценарист и продюсер. Получил наибольшую известность по фильму «Гонин» с Такэси Китано и Коити Сато в главных ролях, а также по последующим продолжениям — «Гонин 2», «Гонин. Сага». Номинант и лауреат таких кинопремий и фестивалей, как кинофестиваль в Локарно, Международный кинофестиваль в Салониках, кинофестиваль в Иокогаме и других. Являясь представителем направления пинку эйга, Исии после съёмок «Гонина» перешел к криминальным драмам, которые при этом сохранили ряд черт эротических фильмов.

## Биография
Родился 11 июля 1946 года в Сендай, префектура Мияги. Учился в Университете Васэда, где был постоянным членам кинокружка. После обучения заинтересовался мангой. 
К 1970-м годам Исии был уже известен как автор ряда эротических манг, которые преимущественно эксплуатировали криминальную тематику. В 1978 году в соавторстве с Тосихару Икэдой написал сценарий кинофильма «Потроха ангела: Старшеклассница» для студии, экранизации своей одноименной манги. Данная работа положила начала его карьере сценариста в студии Nikkatsu — в 1980-х годах Исии написал сценарии для более чем десятка фильмов направления пинку эйга.
В 1988 году дебютировал как режиссёр, сняв фильм «Потроха ангела: Красное головокружение». Далее последовало еще несколько работ в направлении пинку эйга: «Орхидеи под луной» (1991), «Первородный грех» (1992), «Обнажённая ночь» (1993), «Одна в ночи» (1994), «Потроха ангела: Красная вспышка» (1994).
В 1995 году Исии снял криминальную драму «Гонин» с Такэси Китано, Коити Сато и Масахиро Мотоки в главных ролях. Фильм стал первой киноработой для Китано  после аварии в 1994 году, что вызвало к картине определенный интерес публики. «Гонин» был номинирован на премию Японской киноакадемии в категории «Лучший монтаж», а также на премию кинофестиваля в Локарно. В 1996 году на волне популярности «Гонина» Исии снял продолжение — «Гонин 2», который, однако, был принят гораздо более сдержано. 
В последующие годы Исии снял десять фильмов, последним из которых стал «Гонин. Сага», выпущенный в 2015 году. Также в эти годы он выступил и как продюсер в таких фильмах как «Черный ангел» (1998), «Заморозь меня» (2000), «Привет, моя подружка» (2013).

## Фильмография
- 1988 — «Потроха ангела: Красное головокружение»
- 1991 — «Орхидеи под луной»
- 1992 — «Первородный грех»
- 1993 — «Обнажённая ночь»
- 1994 — «Одна в ночи»
- 1994 — «Потроха ангела: Красная вспышка»
- 1995 — «Гонин»
- 1996 — «Гонин 2»
- 1998 — «Черный ангел»
- 1999 — «Черный ангел 2»
- 2000 — «Заморозь меня»
- 2003 — «Цветок и змея»
- 2005 — «Цветок и змея 2»
- 2007 — «Жестокая безнадёжность любви»
- 2010 — «Обнажённая ночь: Спасение»
- 2013 — «Сладкий кнут»
- 2013 — «Привет, моя подружка»
- 2015 — «Гонин. Сага»

## Награды и номинации
- Премия Кинэма Дзюмпо
  - 1992 — «Первородный грех» (Лучший фильм, номинация)
  - 2013 — «Привет, моя подружка» (Лучший сценарий)
- Кинофестиваль в Локарно
  - 1995 — «Гонин» (номинация)
- Международный кинофестиваль в Салониках
  - 1992 — «Первородный грех» (Лучший режиссер)
- Гран-при международного кинофестиваля в Токио
  - 1992 — «Первородный грех» (номинация)
- Туринский кинофестиваль
  - 1992 — «Первородный грех» (Лучший художественный фильм, номинация)
- Кинофестиваль в Иокогаме
  - 1986 — «Отель любви» и «Мечта» (Лучший сценарий)